# Simon Lessing (Unternehmer)
Simon Lessing (* 20. Dezember 1843 in  Mühlhausen bei Bamberg; † 27. Oktober 1903 in Bamberg) war ein deutscher Unternehmer.
Simon Lessing war der Sohn des Hopfenhändlers Samuel Lessing, der 1862 mit seiner Familie nach Bamberg übersiedelte. Nach einer Ausbildung als Handlungs-Kommis heiratete Simon Lessing 1871 die Kaufmannstochter Johanna Strauß und nach deren frühen Tod ihre Schwester Clara. Simon Lessing vergrößerte den Ziegeleibetrieb des Vaters und errichtete 1885 die Erste
Bamberger Export-Bierbrauerei Frankenbräu, aus der später die Hofbräu Bamberg hervorging. Darüber hinaus trat Lessing als erfolgreicher Investor auf – so unterstützte er 1896 den Schweinfurter Industriellen Friedrich Fischer beim Bau eines neuen Werkes zur Kugellagerherstellung und wurde zum Mehrheitsaktionär der späteren FAG Kugelfischer. Am 27. Oktober 1903 erlag Simon Lessing einem langjährigen Nierenleiden und wurde auf dem jüdischen Friedhof in Bamberg beigesetzt.
Sein Sohn war der Unternehmer Willy Lessing, sein Bruder der Industrielle Anton Lessing.